# 約翰遜島
約翰遜島（英語：Johnson Island），是南極洲的島嶼，位於埃爾斯沃思地，處於達斯廷島東南面26公里的阿博特冰架，長17公里、寬9公里，現時由南極條約體系管理。